# مبادل حراري تحت أرضي

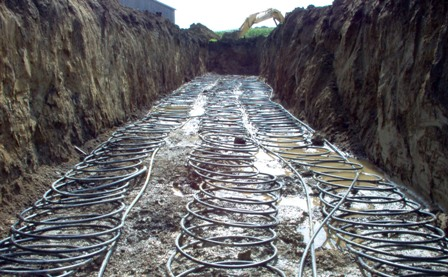

قناة ري وملقف يستخدمان كأنبوب أرضي للتبريد بواسطة التبخير وليست هناك حاجة إلى مروحة الشفط حيث برج الرياح يسحب الهواء لأعلى وإلى خارج.

المبادل الحراري تحت الأرضي أو المبادل الحراري المقترن بجوف الأرض، مبادلٌ حراري تحت الأرض يمكنه التقاط الحرارة من الأرض و/ أو إعطاء الحرارة للأرض. يستخدم المبادل درجة حرارة الأرض الجوفية شبه الثابتة لتدفئة أو تبريد الهواء أو موائع أخرى للاستخدامات السكنية أو الزراعية أو الصناعية. إذا ضُخ الهواء عبر المبادل الحراري للتهوية بالاسترجاع الحراري يدعى المبادل أنابيب أرضية (يصطلح أيضًا على تسميتها أنابيب التبريد الأرضية، أو أنابيب التدفئة الأرضية، أو المبادلات الحرارية الهوائية-الأرضية، أو المبادلات الحرارية هواء-تربة، أو القنوات الأرضية، أو القنالات الأرضية، أو أنظمة الأنفاق الهوائية-الأرضية، أو أنابيب التبادل الحراري الأرضية، أو الهيبوكاوستوم، أو المبادلات الحرارية تحت التربة، أو المتاهات الحرارية، أو أنابيب الهواء تحت الأرضية، وأسماء أخرى).
غالبًا ما تكون الأنابيب الأرضية بديلًا حيويًّا واقتصاديًّا لأنظمة التدفئة أو تكييف الهواء المركزية التقليدية أو تكون مكملًا لها؛ وذلك بسبب عدم وجود ضواغط أو مواد كيميائية أو حراقات، والاكتفاء بوجود أجهزة نفخ لتحريك الهواء. تُستخدم هذه إما للتبريد (و/ أو التسخين) الجزئي أو الكلي لهواء تهوية المنشأة. يمكن لاستخدامها أن يساعد في تحقيق الأبنية لمعايير المنزل السلبي أو لنيل شهادة الريادة في تصميمات الطاقة والبيئة.
استُخدمت المبادلات الحرارية الأرضية-الهوائية في المنشآت الزراعية (مباني الحيوانات) والمنشآت البستانية (بيوت الدفيئة) في الولايات المتحدة الأمريكية على امتداد عدة عقود ماضية واستخدمت إلى جوار المدافئ الشمسية في المناطق الساخنة الجرداء لآلاف السنين، ربما بدءًا من الإمبراطورية الفارسية. أصبح تطبيق هذه الأنظمة في الهند كما في الأماكن ذات المناخات الأبرد كالدنمارك والنمسا وألمانيا لتسخين الهواء لأنظمة تهوية المنازل شائعًا إلى حد ما منذ منتصف تسعينيات القرن العشرين، ويجري تبنيه ببطء في أمريكا الشمالية.
يمكن أيضًا للمبادل الحراري المقترن بالأرض أن يستخدم الماء أو مانع التجمد كمائع ناقل للحرارة، غالبًا إلى جوار مضخة جيوحرارية.

## الأثر البيئي
في سياق ما نعانيه اليوم من نضوب احتياطي الوقود الأحفوري، وزيادة كلفة الكهرباء، وتلوث الهواء، والاحتباس الحراري، فإن أنابيب التبريد الأرضية المصممة بشكل جيد توفر بديلًا مستدامًا لتخفيض أو إزالة الحاجة إلى أنظمة تكييف الهواء التقليدية التي تعمل باستخدام ضاغط في المناخات غير المدارية. من المنافع المضافة لهذه الأنابيب أيضًا قدرتها على توفير سحب هواء جديد نقي (مصفى)، ومتحكم به، ومعتدل درجة الحرارة، وهو أمر قيم بشكل خاص في أغلفة المباني المحكمة، وجيدة التجوية، والفعالة.

## الماء للأرض
يمكن استخدام المبادل الحراري الذي يعمل من «الماء» إلى الأرض كبديل للمبادل الحراري الذي يعمل من الأرض إلى الهواء. يشابه هذا عادةً أنابيب مضخة جيوحرارية مركبة بشكل أفقي في التربة (أو يمكن أن توضع بشكل عمودي) إلى عمق مشابه للمبادل الحراري الأرضي-الهوائي. يستخدم هذا المبادل المائي الأرضي نحو ضعفي طول الأنبوب ذو القطر 35 مم، مثلًا 80 م بالمقارنة مع 40 م يستخدمها المبادل الحراري الأرضي الهوائي. توضع وشيعة مبادل حراري قبل مدخل الهواء من وحدة تهوية الاسترجاع الحراري. يستخدم عادةً سائل مضاض (ماء شديد الملوحة) كمائع تبادل حراري.
تستخدم العديد من التركيبات الأوروبية الآن هذا النوع بسبب سهولة تركيبه. إذ لا يتطلب وجود نقطة تصريف وهو آمن.